# Borzna
Borzna (em ucraniano:   Борзна) é uma cidade da Ucrânia, situada no Oblast de Tchernihiv. Tem 107,8 km² de área e sua população em 2020 foi estimada em 9.775 habitantes.